# Dwikozy (gromada)
Dwikozy – dawna gromada, czyli najmniejsza jednostka podziału terytorialnego Polskiej Rzeczypospolitej Ludowej w latach 1954–1972.
Gromady, z gromadzkimi radami narodowymi (GRN) jako organami władzy najniższego stopnia na wsi, funkcjonowały od reformy reorganizującej administrację wiejską przeprowadzonej jesienią 1954 do momentu ich zniesienia z dniem 1 stycznia 1973, tym samym wypierając organizację gminną w latach 1954–1972.
Gromadę Dwikozy z siedzibą GRN w Dwikozach utworzono – jako jedną z 8759 gromad na obszarze Polski – w powiecie sandomierskim w woj. kieleckim, na mocy uchwały nr 13j/54 WRN w Kielcach z dnia 29 września 1954. W skład jednostki weszły obszary dotychczasowych gromad Bożydar, Dwikozy, Mściów, Rzeczyca Mokra i Rzeczyca Sucha kolonia ze zniesionej gminy Dwikozy w tymże powiecie. Dla gromady ustalono 27 członków gromadzkiej rady narodowej.
31 grudnia 1959 do gromady Dwikozy przyłączono obszar zniesionej gromady Góry Wysokie.
31 grudnia 1961 z gromady Dwikozy wyłączono kolonię pod nazwą Kasa miasta Sandomierza, włączając ją do miasta Sandomierz.
Gromada przetrwała do końca 1972 roku, czyli do kolejnej reformy gminnej. 1 stycznia 1973 reaktywowano gminę Dwikozy.